# Ronde van Frankrijk 2015/Vierde etappe
De vierde etappe van de Ronde van Frankrijk 2015 werd verreden op dinsdag 7 juli 2015 van Seraing naar Cambrai. Het was een vlakke rit van 223,5 km met een aantal kasseistroken.

## Parcours
In deze vlakke rit kregen de renners enkele hindernissen voor de wielen. Er was één beklimming, de Citadel van Namen. Op Belgisch grondgebied was er één kasseistrook en op Frans grondgebied volgden er nog zes.
| Sector | Na kilometer | Naam                                      | Lengte (km) |
| ------ | ------------ | ----------------------------------------- | ----------- |
| 7      | 103,5        | Pont-à-Celles naar Gouy-lez-Piéton        | 1,8         |
| 6      | 177,5        | Artres naar Famars                        | 1,2         |
| 5      | 183          | Quérénaing naar Verchain-Maugré           | 1,6         |
| 4      | 187,5        | Verchain-Maugré naar Saulzoir             | 1,2         |
| 3      | 197,5        | Saint-Python                              | 1,5         |
| 2      | 200          | Kasseistrook van Quiévy naar Saint-Python | 3,7         |
| 1      | 210,5        | Avesnes-les-Aubert naar Carnières         | 2,3         |

## Verloop

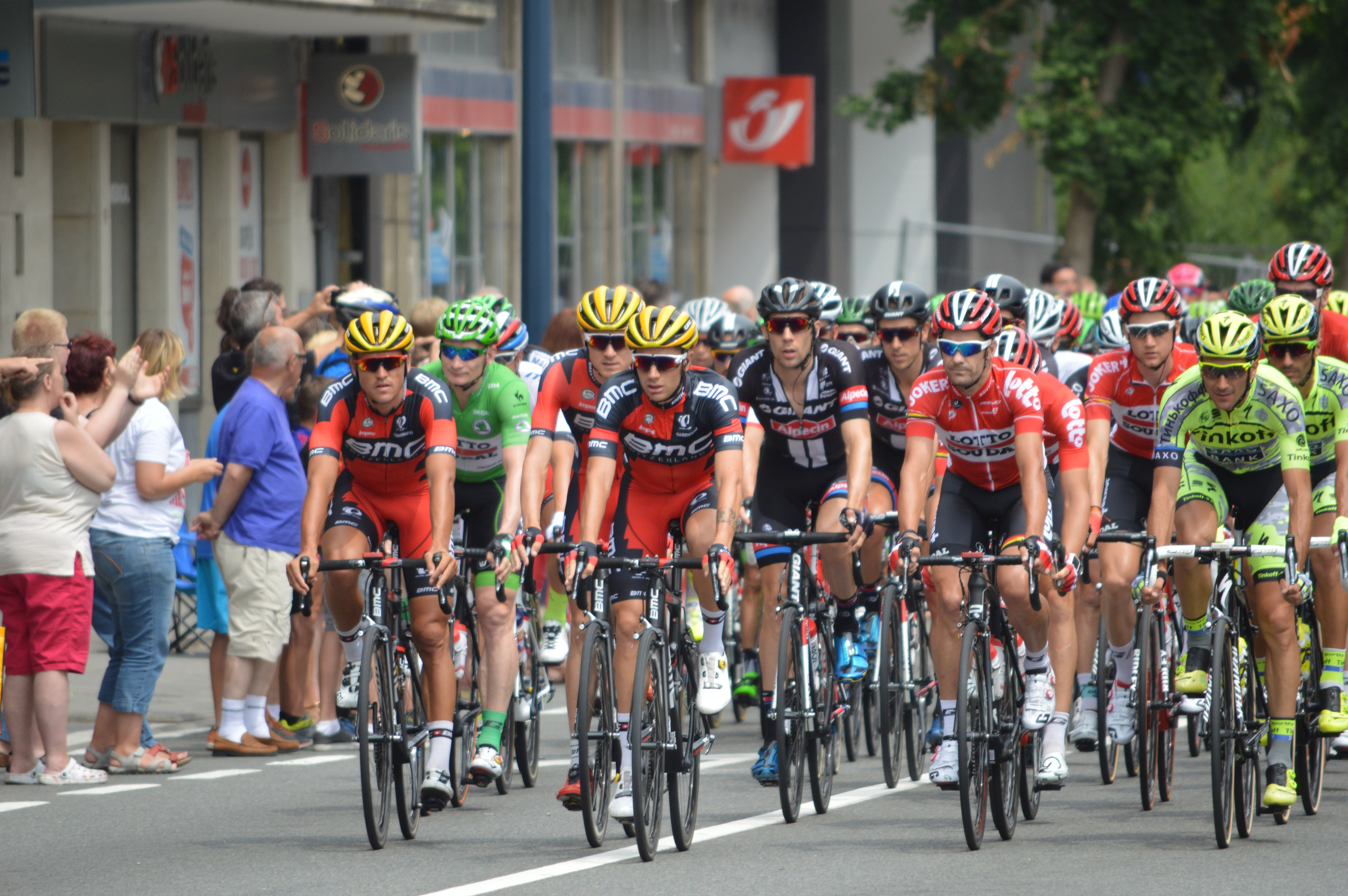
Tour in Jambes

De officieuze start werd gegeven door koning Filip van België. Vlak na de officiële start ontsnapten vier renners: Frédéric Brun, Thomas De Gendt, Perrig Quéméneur en Lieuwe Westra. Hun voorsprong liep al snel op tot een negental minuten. Na een uur wedstrijd namen Team Giant-Alpecin, Team Sky, Tinkoff-Saxo, BMC Racing Team en Team LottoNL-Jumbo het commando in het peloton over en verkleinden de voorsprong stelselmatig. De Gendt kwam als eerste boven op de Citadel van Namen. In de aanloop naar de eerste kasseistrook voerden Team Sky en Tinkoff-Saxo het tempo op, waardoor de eerste renners uit het peloton zakten, voornamelijk de renners die in de derde etappe zwaar ten val kwamen. De voorsprong van de vier koplopers was teruggelopen tot ruim een minuut. Na de kasseistrook kwam het peloton tot rust, en konden de vier koplopers weer uitlopen tot vier minuten. Vlak voor de laatste zes kasseistroken begon het te regenen, met enkele kleine valpartijen als gevolg. Vanaf dan nam Astana Pro Team de koers in handen, en naderde het peloton weer op de koplopers. Tussen sector 6 en sector 5 werden de koplopers ingelopen.
Lars Boom ging op strook 5 de aanval aan voor zijn kopman Vincenzo Nibali. Alleen Zdeněk Štybar en Sep Vanmarcke konden aanvankelijk het duo volgen, maar het eerste deel van het peloton, met geletruidrager Chris Froome, kon terugkomen. Een groep van 68 rijders was over tussen strook 4 en strook 3. Pierre Rolland zat in een groep een halve minuut verder. Ondanks inspanningen van onder meer Degenkolb, Vanmarcke en Nibali leidden strook 3 en 2 niet tot aanmerkelijke gaten in de groep. Enkel Thibaut Pinot moest met materiaalpech afhaken.
Jakob Fuglsang leidde de groep op de laatste kasseienstrook. Nibali nam over. Štybar probeerde een ontsnapping, en kreeg Degenkolb mee. Froome maakte het gat dicht, en een kopgroep van 8 man ontstond. Froome en zijn ploeggenoot Geraint Thomas probeerden de groep vooruit te houden, maar kregen weinig hulp van de rest, en de groep werd weer bijgehaald door het eerste peloton.
Ongeveer drie kilometer voor de finish ontsnapte Tony Martin uit de groep. Hij wist weg te blijven, en won daarmee niet alleen de etappe, maar ook de gele trui. Achter hem won John Degenkolb de sprint voor Peter Sagan en Greg Van Avermaet.

### Bergsprints
| Beklimming Citadel van Namen na 53 km | Beklimming Citadel van Namen na 53 km | 4e cat. 2 km à 4,8% | 4e cat. 2 km à 4,8% |
| Plaats                                | Naam                                  | Punten              |                     |
| Winnaar                               | Thomas De Gendt                       | 1                   |                     |

### Tussensprints
| Tussensprint Havay na 137 km |                  |        |
| Plaats                       | Naam             | Punten |
| Winnaar                      | Thomas De Gendt  | 20     |
| 2                            | Frédéric Brun    | 17     |
| 3                            | Lieuwe Westra    | 15     |
| 4                            | Perrig Quéméneur | 13     |
| 5                            | Mark Cavendish   | 11     |
| 6                            | Bryan Coquard    | 10     |
| 7                            | André Greipel    | 9      |
| 8                            | Peter Sagan      | 8      |
| 9                            | John Degenkolb   | 7      |
| 10                           | Jens Debusschere | 6      |
| 11                           | Angélo Tulik     | 5      |
| 12                           | Marcel Sieberg   | 4      |
| 13                           | Mark Renshaw     | 3      |
| 14                           | Roy Curvers      | 2      |
| 15                           | José Herrada     | 1      |

## Uitslagen
| Rituitslag Seraing – Cambrai (223,5 km) |                      |                     |          |
| Plaats                                  | Naam                 | Ploeg               | Tijd     |
| Winnaar                                 | Tony Martin          | Etixx-Quick Step    | 5u28'58" |
| 2                                       | John Degenkolb       | Team Giant-Alpecin  | +3"      |
| 3                                       | Peter Sagan          | Tinkoff-Saxo        | z.t.     |
| 4                                       | Greg Van Avermaet    | BMC Racing Team     | z.t.     |
| 5                                       | Edvald Boasson Hagen | MTN-Qhubeka         | z.t.     |
| 6                                       | Nacer Bouhanni       | Cofidis             | z.t.     |
| 7                                       | Jacopo Guarnieri     | Katjoesja           | z.t.     |
| 8                                       | Tony Gallopin        | Lotto Soudal        | z.t.     |
| 9                                       | Zdeněk Štybar        | Etixx-Quick Step    | z.t.     |
| 10                                      | Bryan Coquard        | Team Europcar       | z.t.     |
| 11                                      | Alejandro Valverde   | Team Movistar       | z.t.     |
| 12                                      | Mark Cavendish       | Etixx-Quick Step    | z.t.     |
| 13                                      | Rigoberto Urán       | Etixx-Quick Step    | z.t.     |
| 14                                      | Robert Gesink        | Team LottoNL-Jumbo  | z.t.     |
| 15                                      | Vincenzo Nibali      | Astana              | z.t.     |
| 16                                      | Bauke Mollema        | Trek Factory Racing | z.t.     |
| 17                                      | Chris Froome         | Team Sky            | z.t.     |
| 18                                      | Romain Bardet        | AG2R La Mondiale    | z.t.     |
| 19                                      | Alberto Contador     | Tinkoff-Saxo        | z.t.     |
| 20                                      | Joaquim Rodríguez    | Katjoesja           | z.t.     |

| Strijdlustigste renner |                 |        |
|                        | Naam            | Ploeg  |
|                        | Vincenzo Nibali | Astana |

## Klassementen
| Algemeen klassement |                        |                        |           |
| Plaats              | Naam                   | Ploeg                  | Tijd      |
| Gele trui           | Tony Martin            | Etixx-Quick Step       | 12u40'26" |
| 2                   | Chris Froome           | Team Sky               | + 0'12"   |
| 3                   | Tejay van Garderen     | BMC Racing Team        | + 0'25"   |
| 4                   | Tony Gallopin          | Lotto Soudal           | + 0'38"   |
| 5                   | Peter Sagan            | Tinkoff-Saxo           | + 0'39"   |
| 6                   | Greg Van Avermaet      | BMC Racing Team        | + 0'40"   |
| 7                   | Rigoberto Urán         | Etixx-Quick Step       | + 0'46"   |
| 8                   | Alberto Contador       | Tinkoff-Saxo           | + 0'48"   |
| 9                   | Geraint Thomas         | Team Sky               | + 1'15"   |
| 10                  | Zdeněk Štybar          | Etixx-Quick Step       | + 1'16"   |
| 11                  | Warren Barguil         | Team Giant-Alpecin     | + 1'19"   |
| 12                  | Bauke Mollema          | Trek Factory Racing    | + 1'44"   |
| 13                  | Vincenzo Nibali        | Astana                 | + 1'50"   |
| 14                  | Robert Gesink          | Team LottoNL-Jumbo     | + 1'51"   |
| 15                  | Roman Kreuziger        | Tinkoff-Saxo           | + 2'03"   |
| 16                  | Alejandro Valverde     | Team Movistar          | + 2'03"   |
| 17                  | Nairo Quintana         | Team Movistar          | + 2'08"   |
| 18                  | Joaquim Rodríguez      | Katjoesja              | + 2'12"   |
| 19                  | Jean-Christophe Péraud | AG2R La Mondiale       | + 2'19"   |
| 20                  | Andrew Talansky        | Team Cannondale-Garmin | + 2'51"   |

| Ploegenklassement |                        |           |
| Plaats            | Ploeg                  | Tijd      |
|                   | BMC Racing Team        | 38u02'55" |
| 2                 | Etixx-Quick Step       | + 0'24"   |
| 3                 | Tinkoff-Saxo           | + 1'44"   |
| 4                 | Team Sky               | + 2'31"   |
| 5                 | Team Giant-Alpecin     | + 5'43"   |
| 6                 | AG2R La Mondiale       | + 5'44"   |
| 7                 | Team Movistar          | + 7'15"   |
| 8                 | Cofidis                | + 7'47"   |
| 9                 | Katjoesja              | + 7'56"   |
| 10                | Team Cannondale-Garmin | + 9'00"   |
|                   |                        |           |
| 15                | Team LottoNL-Jumbo     | + 13'59"  |

## Nevenklassementen
| Puntenklassement |                   |                    |        |
| Plaats           | Naam              | Ploeg              | Punten |
| Groene trui      | André Greipel     | Lotto Soudal       | 84     |
| 2                | Peter Sagan       | Tinkoff-Saxo       | 78     |
| 3                | John Degenkolb    | Team Giant-Alpecin | 60     |
|                  |                   |                    |        |
| 9                | Greg Van Avermaet | BMC Racing Team    | 35     |
| 20               | Stef Clement      | IAM Cycling        | 17     |

| Bergklassement |                   |                 |        |
| Plaats         | Naam              | Ploeg           | Punten |
| Bolletjestrui  | Joaquim Rodríguez | Katjoesja       | 2      |
| 2              | Michael Schär     | BMC Racing Team | 1      |
| 3              | Rafał Majka       | Tinkoff-Saxo    | 1      |
|                |                   |                 |        |
| 4              | Thomas De Gendt   | Lotto Soudal    | 1      |

| Jongerenklassement |                   |                    |           |
| Plaats             | Naam              | Ploeg              | Tijd      |
| Witte trui         | Peter Sagan       | Tinkoff-Saxo       | 12u41'05" |
| 2                  | Warren Barguil    | Team Giant-Alpecin | + 0'40"   |
| 3                  | Nairo Quintana    | Team Movistar      | + 1'29"   |
|                    |                   |                    |           |
| 9                  | Wilco Kelderman   | Team LottoNL-Jumbo | + 9'42"   |
| 20                 | Kenneth Vanbilsen | Cofidis            | + 19'08"  |